# Saint-Vaast-la-Hougue
Saint-Vaast-la-Hougue is een gemeente in het Franse departement Manche (regio Normandië). De plaats maakt deel uit van het arrondissement Cherbourg. Saint-Vaast-la-Hougue telde op 1 januari 2022 1.666 inwoners.
De vestingwerken van Saint-Vaast zijn onderdeel van de werelderfgoedinschrijving Vestingwerken van Vauban. Deze werden aangelegd na de voor de Fransen rampzalige zeeslag van La Hougue (1692), waarbij de Engelsen twaalf Franse schepen in brand schoten en waarbij het vlaggenschip Soleil Royal zonk. Het gaat om twee torens, de Tour Vauban in het Fort de la Hougue op een schiereiland en de Tour Benjamin de Combes op het eiland Tatihou. Deze torens zijn elk twintig meter hoog en zestien meter breed en moesten door hun kruisvuur de haven beschermen tegen aanvallen vanop zee.
De baai tussen Saint-Vaast en het Pointe de Saire in het noorden vormt een natuurlijke, veilige ankerplaats voor schepen. Vauban noemde haar de mooiste ankerplaats van heel Frankrijk. Saint-Vaast heeft een grote haven die beschermd wordt door een pier van 400 meter, gebouwd in de 19e eeuw. In de haven is er plaats voor 760 plezierboten en er is ook een vissershaven met een vijftigtal boten. De oesterteelt is belangrijk met bijna 30 hectare oestervelden in de twee baaien rond Saint-Vaast: Cul-de-Loup en La Coulège. Dit geeft een jaarlijkse opbrengst van 6.500 ton. Oesters worden hier al vanaf de 16e eeuw gekweekt.
Het oudste gebouw in Saint-Vaast is de Chapelle des Marins uit de 11e eeuw.

## Geografie
De oppervlakte van Saint-Vaast-la-Hougue bedroeg op 1 januari 2022 6,28 vierkante kilometer; de bevolkingsdichtheid was toen 265,3 inwoners per km². Voor de kust van Saint-Vaast ligt het eiland Tatihou.

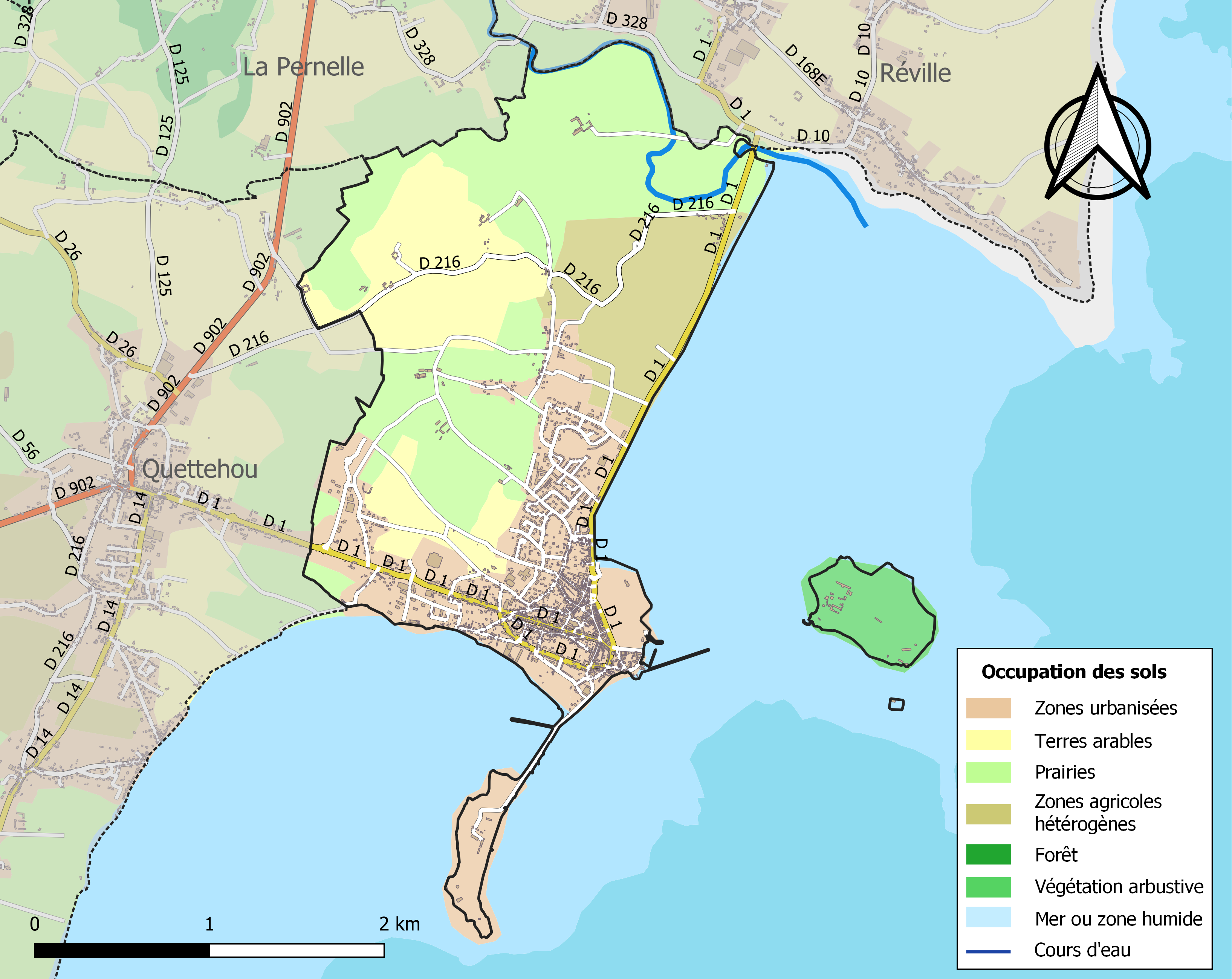
Kaart van de gemeente met de belangrijkste infrastructuur, bodemgebruik en omliggende gemeenten

## Demografie
Onderstaande figuur toont het verloop van het inwonertal (bron: INSEE-tellingen).

## Geboren in Saint-Vaast-la-Hougue
- Max-Pol Fouchet (1913-1980), schrijver, journalist en televisiepersoonlijkheid